# Wasilij Uljanin
Wasilij Nikołajewicz Uljanin (ros. Василий Николаевич Ульянин; ur. 17 września 1840 w Petersburgu, zm. 26 stycznia 1889 w Warszawie) – rosyjski zoolog.

## Życiorys
Po ukończeniu gimnazjum rozpoczął studia medyczne na Uniwersytecie Moskiewskim, w 1861 zmienił kierunek studiów i studiował na Wydziale Matematyczno-Fizycznym, w 1864 uzyskał stopień kandydata. Następnie rozpoczął badania nad prostoskrzydłymi i sieciarkami występującymi w okolicach Moskwy. W 1866 obronił pracę magisterską i wyjechał do Niemiec, na Uniwersytecie w Gießen uczęszczał na wykłady prowadzone przez prof. Rudolfa Leuckarta oraz prowadził doświadczenia w jego laboratorium. W 1868 udał się razem z Leuckartem do Neapolu, gdzie prowadził pod jego kierunkiem badania nad fauną morską. W 1868 i 1869 przebywał nad Morzem Czarnym, m.in. w Odessie, Sewastopolu, Jałcie, Tedodozji, Kerczu, Noworosyjsku, Gagrze, Picundzie, Suchumi, Poti i nad jeziorem Paliastomi. Podczas tej podróży zrealizował zamówione przez Moskiewskie Towarzystwo Przyrodników badania fauny Morza Czarnego oraz zebrał liczne preparaty i materiały badawcze. Po powrocie do Moskwy w 1870 opublikował swoje wnioski i spostrzeżenia w pracy pt. "Zur Anatomie und Entwickelungsgeschichte der Pedicellina". W 1870 uczestniczył w wyprawie północnej księcia Aleksego Romanowa, dwa lata później ukazała się najważniejsza praca Wasilija Nikołajewicza Uljanina pt. "Materiały o faunie Morza Czarnego" (Материалы для фауны Черного моря), obejmowała ona wnioski z dogłębnych badań nad wirkami. Odkrył i opisał nowe formy oraz stworzył nową grupę Aceola (wirki bezjelitowe). W 1873 przebywał na Krymie, a w następnym roku prowadził badania nad rodziną Poduridae należących do skoczogonków, w drugiej połowie 1874 ponownie wyjechał do Neapolu, gdzie prowadził badania nad meduzami, odkrył wówczas pasożytniczą naturę związku meduz z rodziny Cunina. Pomiędzy 1875 a 1880 kierował Sewastopolską Stacją Biologiczną, pod koniec 1878 rozpoczął badania nad strukturą i rozwojem gatunku Doliolum, udało mu się ustalić sposób ich rozmnażania i przemianę pokoleń. W 1883 po raz ostatni wyjechał do Neapolu, gdzie badał strzykwy z rodziny Distaplia. W 1885 został powołany na stanowisko profesora anatomii porównawczej i embriologii na Uniwersytecie Warszawskim.
Zmarł w Warszawie mając 48 lat, jego ciało zostało przetransportowane do Moskwy, spoczywa na cmentarzu przy monasterze św. Aleksego w Moskwie.

## Dorobek naukowy

### Publikacje
- "Ресничные черви (Turbellaria) Черного моря" ("Труды II съезда естествоисп. в Москве"),
- "Материалы для фауны Черного моря" (1872),
- "Заметка о постэмбриональном развитии пчелы" (1872),
- "Наблюдения над развитием колбоногих насекомых (Physopoda)" (1872),
- "Ракообразные туркестанской экспедиции А. П. Федченко",
- "Наблюдения над развитием подур",
- "Ueber die Knospung der Cuninen im Magen der Geryoniden" (1875),
- "О происхождении кунин, почкующихся в желудке герионид",
- "Наблюдения над Polygordius, живущими в Севастопольской бухте" (1877),
- "Sur le genre Sagitella" ("N. Wagn. Archives de Zoologie experim. et genéer, de Lacaze Duthiers"),
- "Zur Entwickelungsgeschichte der Amphipoden" (1881),
- "Die Arten der Gattung Doliolum" ("Monographie d. Fauna u. Flora d. Golfes von Neapel", 1884).

### Odkryte widłonogi
- "Cyclops alajensis" (1874);
- "Cyclops fedtschenkoi" /1875/;
- "Cyclops kaufmanni" /1875/;
- "Cyclops orientalis" /1875/.